# Biophytum myriophyllum
Biophytum myriophyllum là một loài thực vật có hoa trong họ Chua me đất. Loài này được (O.Hoffm.) R.Knuth mô tả khoa học đầu tiên năm 1930.